# Wyeth Motor Car Company
Wyeth Motor Car Company war ein US-amerikanischer Hersteller von Automobilen.

## Unternehmensgeschichte
C. E. Clemence gründete das Unternehmen im Sommer 1911. Der Sitz war in Boston und die Fabrik in Waltham, beides in Massachusetts. Im August 1912 begann die Produktion von Automobilen. Der Markenname lautete Wyeth. 1913 endete die Produktion. Insgesamt entstanden nur wenige Fahrzeuge.

## Fahrzeuge
Die Fahrzeuge hatten einen Einzylindermotor. 114,3 mm Bohrung und 152,4 mm Hub ergaben 1564 cm³ Hubraum. Die Motorleistung von 13 PS wurde über ein Zweigang-Planetengetriebe an die Hinterachse übertragen. Das Fahrgestell hatte 229 cm Radstand. Das Model B war ein Runabout. Model C war als offener und geschlossener Lieferwagen erhältlich. Die Neupreise lagen zwischen 450 und 550 US-Dollar.

## Modellübersicht
| Jahr      | Modell  | Zylinder | Leistung (PS) | Radstand (cm) | Aufbau                                         |
| --------- | ------- | -------- | ------------- | ------------- | ---------------------------------------------- |
| 1912–1913 | Model B | 1        | 13            | 229           | Runabout                                       |
| 1912–1913 | Model C | 1        | 13            | 229           | geschlossener Lieferwagen, offener Lieferwagen |